# 중흥S클래스 스카이31
중흥S클래스 스카이31(영어: S-CLASS SKY 31)은 대한민국 광주광역시 서구 치평동에 위치한 오피스텔이다.

## 같이 보기
- 광주광역시의 마천루 목록